# Abolboda granularis
Abolboda granularis là một loài thực vật hạt kín trong họ Hoàng đầu. Loài này được (Maguire) L.M.Campb. & Kral mô tả khoa học đầu tiên năm 2005.